# (4018) Bratislava
(4018) Bratislava ist ein Hauptgürtelasteroid, der am 30. Dezember 1980 von Antonín Mrkos vom Kleť-Observatorium aus entdeckt wurde. Der Asteroid wurde nach der Stadt Bratislava benannt.